# Stadtmauer Parchim

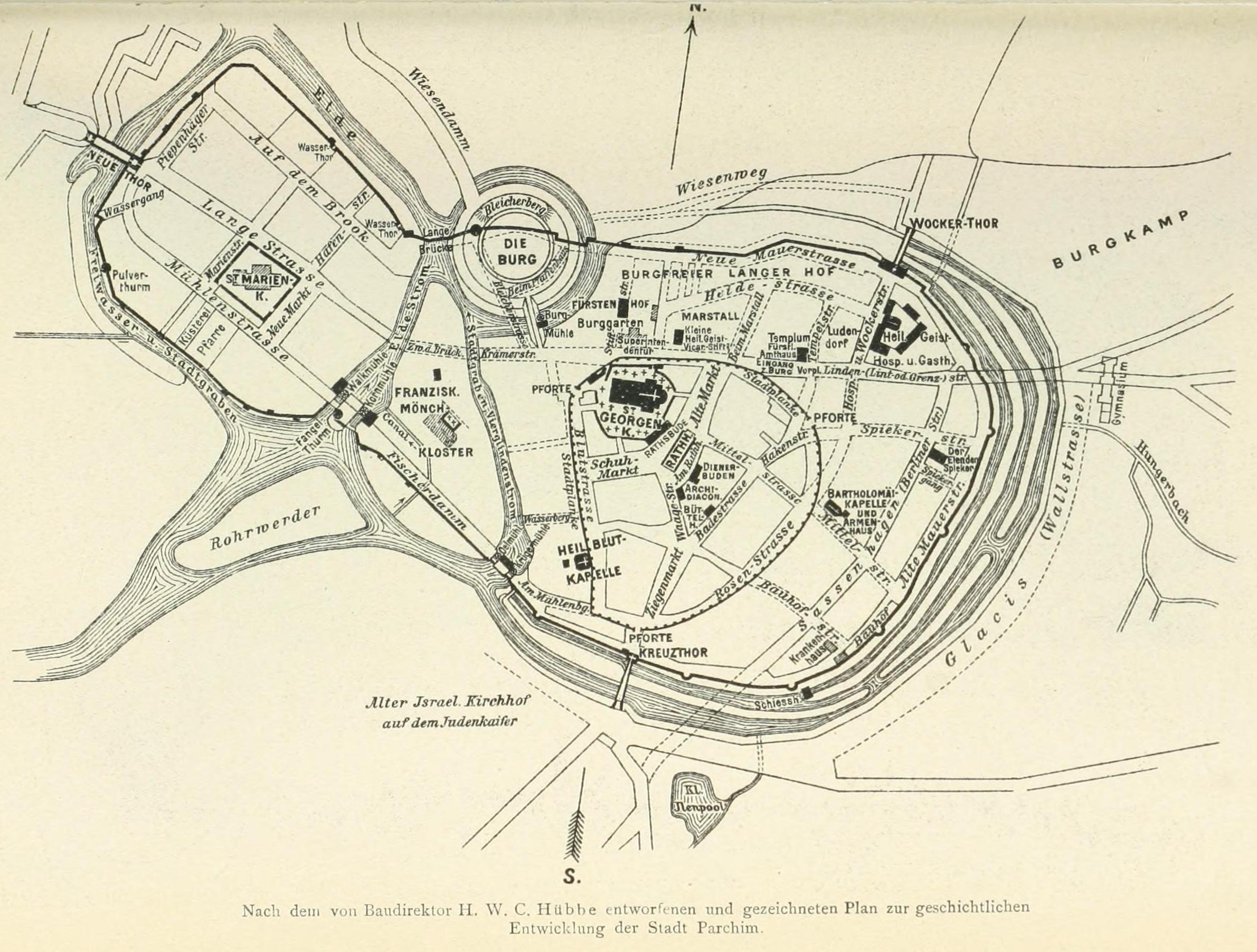
Parchim im Mittelalter

Die Stadtmauer Parchim umschloss seit dem Mittelalter bis in das 19. Jahrhundert die östliche und westliche Altstadt von Parchim. Von ihr sind nur einige Teile noch erhalten.

## Geschichte
Es bestand links und rechts der Elde um Parchim eine frühmittelalterliche abgeschlossene slawische Siedlung des westslawischen Stammes der Smeldinger.
1170 wurde die Burg Parchim urkundlich erwähnt. Das Stadtrecht erhielt Parchim 1225/26 durch Heinrich Borwin II., der deutsche Siedler ermutigte, die wüste und leere Gegend zu besiedeln.
Von 1238 bis 1248 war Parchim Residenz des Fürstentums Parchim-Richenberg. Fürst Pribislaw I. gründete 1240 am westlichen Eldeufer die Parchimer Neustadt. Beide Städte (Alt- und Neustadt) schlossen sich 1282 zusammen.
In einer rekonstruierten Planzeichnung von 1896 wurde der Verlauf der Stadtmauer der Stadt Parchim im Mittelalter dargestellt.

### Innere Mauer
In der westlichen Altstadt entstand am Anfang des 12. Jahrhunderts zunächst eine Holzplanke, dann  eine Mauer, mit dem Verlauf westlich der Blutstraße, nördlich der Georgenkirche und der Stadtplanke, östlich der Rosenstraße und südlich vom Ziegenmarkt.
Drei Pforten führten in die Altstadt: Bei der Georgenkirche, zur Hakenstraße und zum Ziegenmarkt. Diese Mauer wurde nach dem Bau der Stadtmauer nach und nach entfernt.

### Stadtmauer
Nach dem Zusammenschluss der östlichen Altstadt mit der westlichen Neustadt wurde zwischen 1289 und 1310 die Stadtmauer errichtet, nun mehr mit dem Verlauf westlich von der Straße Piepenhäger, nördlich der Straße Auf dem Brook und der Neuen Mauerstraße, östlich der Alten Mauerstraße und südlich vom Ziegenmarkt und Am Mühlenberg. Sie hatte eine Länge von 2,7 Kilometern, einer Dicke von 90 Zentimetern und einer Höhe von 5,5 Metern. Sanierte Teile sind an der Straße Am Wallhotel sichtbar. Die Reste An der Schleuse müssten dringend saniert werden. Innen befanden sich kleine Nischen zur Abstützung des hölzernen Wehrganges. Beim Dragonerdenkmal ist noch die Ruine eines Wiekhauses mit Mauerresten vorhanden. Im Rahmen der denkmalgerechten Sanierung der Parchimer Wallanlagen 2019 kehrten fünf Blidensteine (mittelalterlichen Wurfgeschosse) an ihren Ursprungsort zurück.
Um die Stadtmauer führte seit dem 14. bis Anfang des 15. Jahrhunderts ein Wall mit dem Stadtgraben, der durch die Elde gespeist wurde.
In Zeichnungen aus der Zeit von um 1674 bis 1690 ist der Verlauf der Stadtmauer mit den drei Stadttoren, einer Wasserpforte, dem Fangelturm und den Wiekhäusern erkennbar. Noch nicht angelegt sind die Alte und Neue Mauerstraße aus dem 19. Jahrhundert sowie ein Durchbruch aus dem Jahre 1877–78 bei der (Lange Straße).
Im 17. Jahrhundert gab es außerhalb der Stadtmauer Kohldämme, Kohlgärten und einen eingefriedeten öffentlichen Rosengarten. Das Wallhotel, die heutige Sparkasse am Moltkeplatz, war das erste Gebäude, das 1863 außerhalb der Stadtmauer gebaut wurde.

#### Rückbau
1729 wurde begonnen die Wälle zu planieren. Es entstanden Promenaden mit Linden vom Kreuztor bis zur Brücke. 1782 wurden die Wälle in Richtung Hungerbach planiert und begrünt. 1,5 m der Krone der Stadtmauer wurden 1792 abgetragen. Die Anlage westlich vom Kreuztor, die Philomelenslust, entstand 1793. Vollendet wurde die Promenade 1809 und die sogenannten Herzogslinden wurden gepflanzt.
Von 1860 bis 1862 wurden die Wallanlagen nach Plänen des Schweriner Hofgärtners Theodor Klett umgestaltet. 1878 fand der Durchbruch der Stadtmauer an der Lindenstraße statt. 1886 wurde die restlichen Wallanlagen durch den Bau eines Siels trockengelegt. Ein Lehrpfad wurde 1954 angelegt. Die Sanierung der Wallanlagen nach Plänen der Landschaftsarchitekten Webersinke (Rostock) fand 2018 statt.
1998 wurden Teile der bestehenden Stadtmauer im Bereich Am Wallhotel saniert und durch den Abbruch von Garagen freigestellt.

#### Stadttore
Drei Haupttore, alle als Doppeltor, und zwei Wasserpforten führten in die Stadt:
- Das westliche Neue Thor (nygedor, Newe Thor)  führte nach Damm und Hagenow bzw. Schwerin. Als nowa valva 1354  erwähnt wurde als Außentor 1833 und als Innentor 1838 abgerissen.
- Das nördliche Wocker Thor (Wokern Thor) führte vorbei am Wocker See nach Dobbertin, Güstrow und Rostock. Das äußere baufällige Tor wurde um 1800 abgerissen und 1805 durch ein klassizistisches Tor aus Backsteinen auf einem Feldsteinsockel ersetzt. Ein Torhaus brannte 1883 ab und das Tor wurde abgerissen.
- Das südliche gotische Kreuz Thor (Creutz Thor, X-Thor) von 1346 mit inneren und äußeren Tor (etwa Mitte des Molkeplatz) führte nach Groß Godems und Karstädt ins Brandenburgische. Das 3-gesch. äußere Tor mit einem Treppengiebel mit dem Torbogen als Durchfahrt sowie darüber fünf und dann acht Spitzbögen und das innere Tor wurde 1847/48 abgerissen.
- Die nördlichen Wasserpforten bei der Straße Auf dem Brook von 1612
- Die zweite nördliche Wasserpforte bei der Langen Brücke (Hafenstraße)

Nach Abriss der drei Haupttore verblieben dort bis 1863 Pforten zum Einzug der Akzise (Abgaben).

#### Türme
Zur Stadtbefestigung gehörten
- Der Pulverthurm im Südwesten
- Ein Turm beim Bleicherberg bei der ehemaligen Burg als Rest des Bergfrieds der Burg, 1849 abgerissen
- Der 10 Meter hohe Wartturm Steinburg von um 1360, später Fangelthurm auch als Gefängnis, sicherte zunächst den nördlichen Durchgang der Landwehr als Stadtbefestigung
- Der Wartturm Kiekindemark als Fachwerkturm auf massiven Sockel, wohl vom 14. Jh., in der südlichen Parchimer Feldmark; nur als 1931 freigelegtes Fundament erkennbar.[8]

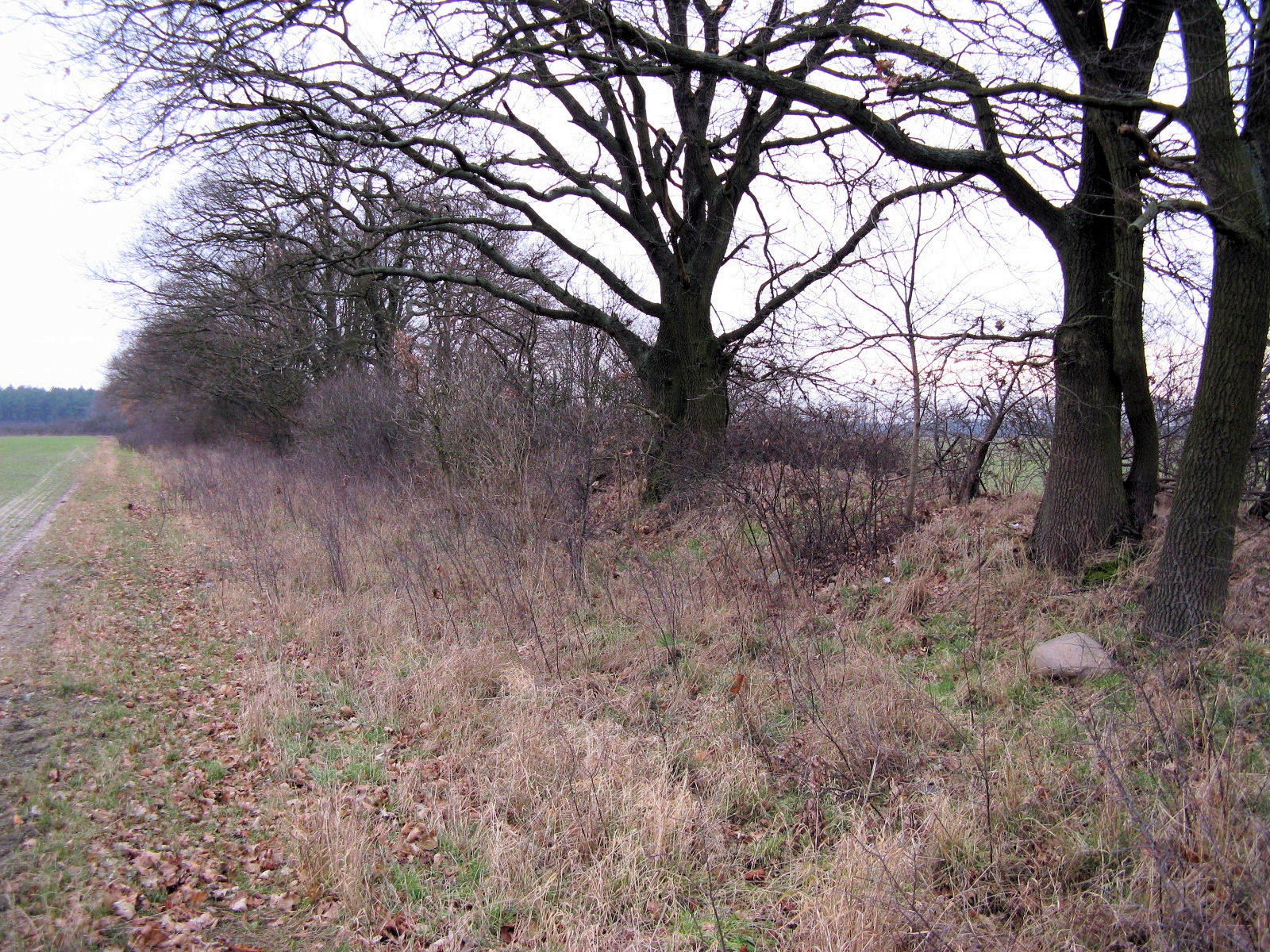
Landwehr östlich von Spornitz

### Landwehr
Die Parchimer Landwehr als Kleine und Große Landwehr war der äußere, spätmittelalterliche (geschätzt nach 1366) Grenzsicherungsring um Parchim. Sie stammt aus dem 14. Jahrhundert und ist in der Stadtansicht von 1616 enthalten. Erhaltene Reste sind heute noch südlich von Parchim beim Ortsteil Kiekindemark, bei Spornitz (ca. 8 Kilometer westlich von Parchim) und im Norden des Stadtgebiets in Form von bewachsenen Erdwällen zu erkennen.